# Badminton bei den European Universities Games 2012
Bei den European Universities Games 2012 wurden sechs Badmintonwettbewerbe ausgetragen. Sie fanden vom 12. bis zum 17. Juli 2012 in Córdoba statt, wo bei an den ersten beiden Tagen der Teamwettbewerb ausgetragen wurde gefolgt von einer eintägigen Pause und dem Einzelwettbewerb.

## Sieger und Platzierte
| Disziplin    | Gold                                                  | Silber                                                                 | Bronze                                                 |
| ------------ | ----------------------------------------------------- | ---------------------------------------------------------------------- | ------------------------------------------------------ |
| Herreneinzel | Vladimir Malkov Universität Saratow                   | Lukas Schmidt Universität des Saarlandes                               | Alexander Roovers Universität Duisburg-Essen           |
| Herreneinzel | Vladimir Malkov Universität Saratow                   | Lukas Schmidt Universität des Saarlandes                               | Vadim Novoselov Universität Saratow                    |
| Dameneinzel  | Anastasia Chervyakova Universität Nischni Nowgorod    | Öznur Çalışkan Bursa Uludağ Üniversitesi                               | Manuela Díaz Carmona Universität Granada               |
| Dameneinzel  | Anastasia Chervyakova Universität Nischni Nowgorod    | Öznur Çalışkan Bursa Uludağ Üniversitesi                               | Yulia Zapolskaya Universität Saratow                   |
| Herrendoppel | Sebastian Gransbo Peder Nordin Universität Stockholm  | Mikhail Loktev Vadim Novoselov Universität Saratow                     | Mathieu Pohl Lukas Schmidt Universität des Saarlandes  |
| Herrendoppel | Sebastian Gransbo Peder Nordin Universität Stockholm  | Mikhail Loktev Vadim Novoselov Universität Saratow                     | Christoph Heiniger Thomas Heiniger Universität Bern    |
| Damendoppel  | Kim Buss Inken Wienefeld Universität Duisburg-Essen   | Magdalena Jaworek Aneta Walentukanis Universität Olsztyn               | Karolina Kotte Kristina Roman Universität Stockholm    |
| Damendoppel  | Kim Buss Inken Wienefeld Universität Duisburg-Essen   | Magdalena Jaworek Aneta Walentukanis Universität Olsztyn               | Rabia Kurtuluş İrem Nur Al Bursa Uludağ Üniversitesi   |
| Mixed        | Alexander Roovers Kim Buss Universität Duisburg-Essen | Stepan Yaroslavtsev Anastasia Chervyakova Universität Nischni Nowgorod | Sebastian Schöttler Astrid Hoffmann WG Hamburg         |
| Mixed        | Alexander Roovers Kim Buss Universität Duisburg-Essen | Stepan Yaroslavtsev Anastasia Chervyakova Universität Nischni Nowgorod | Sebastian Gransbo Karolina Kotte Universität Stockholm |
| Mannschaften | Universität Nischni Nowgorod                          | Universität Duisburg-Essen                                             | Universität Bern                                       |
| Mannschaften | Universität Nischni Nowgorod                          | Universität Duisburg-Essen                                             | Universität Bordeaux                                   |